# آرکولا (ویرجینیای غربی)
آرکولا (به انگلیسی: Arcola) یک منطقهٔ مسکونی در ایالات متحده آمریکا است که در شهرستان وبستر، ویرجینیای غربی واقع شده است. آرکولا ۵۷۰٫۹ متر بالاتر از سطح دریا واقع شده است.